# Libungan
Libungan è una municipalità di quarta classe delle Filippine, situata nella Provincia di Cotabato, nella Regione del Soccsksargen.
Libungan è formata da 20 baranggay:
- Abaga
- Baguer
- Barongis
- Batiocan
- Cabaruyan
- Cabpangi
- Demapaco
- Grebona
- Gumaga
- Kapayawi
- Kiloyao
- Kitubod
- Malengen
- Montay
- Nica-an
- Palao
- Poblacion
- Sinapangan
- Sinawingan
- Ulamian